# Tom Nook
Tom Nook, connu au Japon sous le nom de Tanukichi (たぬきち), est un personnage de jeu vidéo dans la série Animal Crossing. Il est le gérant du magasin du village. Il apparaît d'abord dans le jeu Dōbutsu no Mori sur Nintendo 64 puis sur le jeu de Nintendo GameCube Animal Crossing. Nook vend une maison pour les joueurs au début de chaque titre de la série, en leur donnant un ensemble de dettes à payer. Il a fait plusieurs apparitions dans la série Super Smash Bros. Nintendo a fait savoir que, en dépit de son apparente cupidité, il est une personne agréable car il prend le risque d'embaucher quelqu'un de nouveau dans la ville. Tom Nook se montre également soucieux du bien-être du villageois et, contrairement à son rival Rounard, tient à lui fournir des biens de qualité.

## Caractéristiques
L'apparence physique de Tom Nook est basée sur le tanuki. Alors qu'il est considéré comme quelqu'un de cupide, les membres de l'équipe de Nintendo le décrivent comme quelqu'un de bien. Rich Amtower l'a décrit comme « le premier patron que vous aurez », ajoutant qu'en dépit de tout son commerce et de ses plaisanteries, il n'est pas une mauvaise personne. Il ajoute que Nook est prêt à embaucher quelqu'un de nouveau dans la ville, même si cela comporte des risques, ce qui montre sa générosité.

## Historique des jeux avec Tom Nook
- Dōbutsu no Mori (avril 2001, version japonaise disponible uniquement sur Nintendo 64)
- Animal Crossing (sorti le 14 décembre 2001 sur GameCube, adapté de Dōbutsu no Mori)
- Animal Crossing: Wild World (2005, Nintendo DS)
- Animal Crossing: City Folk (2008, sortie en tant que Animal Crossing: Let's Go to the City en Europe et en Australie, Wii)
- Animal Crossing: New Leaf (Sorti en novembre 2012 au Japon et en juin 2013 dans le reste du monde, Nintendo 3DS)
- Animal Crossing: Happy Home Designer (sortie en 2015, en tant que spin-off de la franchise en se concentrant sur la conception de maisons et de bâtiments publics, Nintendo 3DS)
- Animal Crossing: Amiibo Festival (sortie en 2015, en tant que spin-off nécessitant amiibo pour jouer. L'un des 16 amiibo jouable dans le jeu est Tom Nook, Wii U)
- Animal Crossing:  Pocket Camp (sortie en Australie en octobre 2017 et dans le monde entier le 22 novembre 2017. Tom Nook apparaît comme un personnage mineur disponibles à l'achat pour 45 jours seulement après le lancement du jeu, Android et IOS)
- Animal Crossing: New Horizons (annoncé à l'E3 le 11 juin 2019 et sorti le 20 mars 2020)

## Rôle dansAnimal Crossing
Tom Nook apparaît d'abord dans Dōbutsu no Mori sur Nintendo 64 (adapté sur Nintendo GameCube et renommé Animal Crossing dans les régions non-japonaises) comme le propriétaire du magasin principal de la ville. Le rôle de Nook est resté pratiquement inchangé jusqu'en 2012 avec la sortie de Animal Crossing: New Leaf. En plus d'être le principal propriétaire de la boutique, Nook vend aussi au joueur une maison au début du jeu pour près de 19 800 clochettes, la monnaie du jeu. Dans Let's Go to the City, parce que le joueur aura seulement 1000 clochettes sur son compte, Nook va demander au joueur de travailler un temps dans sa boutique pour rembourser une partie de la dette. Les tâches que Nook attribuera au joueur sont destinées à découvrir les contrôles du jeu. Après avoir planté des fleurs, écrit des lettres et parlé aux villageois, le joueur est libre. Il doit néanmoins payer le montant restant de son hypothèque. Chaque fois que le joueur rembourse un prêt, Nook ira améliorer sa maison ou y ajouter des pièces ; la dette sera ainsi de plus en plus coûteuse.
Le magasin de Nook peut bénéficier de trois améliorations tout au long du jeu. Le temps de la mise à niveau dépend du nombre de clochettes dépensées dans le magasin par le joueur. En avançant dans le jeu, son Nookoprix, une cabane utilisée comme magasin avec des outils de base et très peu d'objets à acheter, va devenir un Hypernook, un grand bâtiment de deux étages avec une grande variété de biens à acheter. C'est dans cette extension que le joueur rencontre les deux neveux de Nook, Méli et Mélo, qui font fonctionner le deuxième étage de la boutique. Dans chaque jeu, et dans n'importe quelle mise à niveau de la boutique, les articles dans le magasin sont changés tous les jours.
- Dans Animal Crossing, Nook proposera à chaque fin de mois une vente d'objets rares.
- Dans Wild World, avec l'extension Hypernook, le joueur peut se faire coiffer par Ginette, un caniche.
- Dans Let's Go to the City, Ginette a déménagé sa boutique de la ville.
- Nook est de retour dans Animal Crossing: New Leaf. Au lieu d'être le propriétaire du magasin local, Nook est maintenant responsable de la « Nook's Home ». Il améliore ainsi l'extérieur de la maison du joueur et peut agrandir l'intérieur. Ses neveux sont maintenant responsables de la boutique de la ville nommée « Boutique Méli-Mélo ».
- Nook fait une apparition dans Animal Crossing: Pocket Camp, le joueur est en mesure de l'acheter pour le mettre dans son camp.

### Dans les autres jeux
Tom Nook fait plusieurs apparitions dans la série Super Smash Bros. Il apparaît dans divers objets de collection dans Super Smash Bros.Melee et Super Smash Bros.Brawl,, ainsi qu'en tant que personnage d'arrière-plan dans le niveau Smallville, basé sur la série Animal Crossing. La musique du magasin de Tom Nook est aussi présente dans Super Smash Bros.Brawl. Par ailleurs, Tom Nook est la vedette de plusieurs articles promotionnels, notamment comme peluche.

## Accueil
Tom Nook a reçu un accueil mitigé depuis son apparition dans Animal Crossing. IGN l'a répertorié comme le neuvième personnage le plus recherché dans Super Smash Bros.Brawl. Ils le décrivent comme sournois, diabolique et sinistre. Affirmant également que "bien qu'il ne puisse pas être un bon combattant, les joueurs jouissent de le voir se faire battre.".GameSpy répertorie Tom Nook comme l'un de leurs patrons préférés. Brian Altano a précisé qu'il aimait détester Nook, bien qu'il offre ses services dans un petit village, il l'exploite pour arriver à ses propres fins. UGO.com l'a classé comme le cinquième meilleur personnage d'Animal Crossing, en déclarant que si M. Resetti est un personnage irritant, Tom Nook est une ordure. Ils ont indiqué éprouver de l'amour-haine pour lui, et qu'il était un pivot.
Malgré un accueil globalement défavorable, certains ont salué le personnage de Tom Nook. Katherine Isbister, auteure du livre Better Game Characters by Design: A Psychological Approach, cite Tom Nook comme un exemple de mentor pour les joueurs. GamesRadar le répertorie comme l'un des 25 meilleurs nouveaux personnages de la décennie, indiquant qu'il a gagné sa place dans le cœur des joueurs. Il rajoute également que Nook est devenu un véritable mème sur Internet. En 2012, GamesRadar a classé Tom Nook comme le 80e meilleur méchant dans les jeux vidéo, en affirmant que "même si les ratons laveurs ont de belles fourrures et sont mignon, Tom Nook peut aller en Enfer.". Cette même année, Complex le place comme le 49e méchant le plus cool du jeu vidéo.

Le chercheur Ian Bogost décrit Nook comme un élément central d'Animal Crossing, efficace dans la représentation de l'économie, de la consommation et de la dette.

Aucun des habitants du village n'apparaît dans la boutique de Tom Nook… En revanche, le joueur participe entièrement au titre de consommateur : il paie ses dettes, achète et vend des biens… Tom Nook achète des biens qu'il convertit en clochettes. Plus le joueur dépense, plus Nook est satisfait. Tom Nook est une sorte de terminologie de la société bourgeoise.

## Parodie et analyse
Le personnage de Tom Nook a été tourné en dérision dans plusieurs articles, souvent comparé à une mauvaise personne et un capitaliste. IGN le considère comme le 72e pire méchant de jeu vidéo, ce qui suggère que Tom Nook a un aspect charmeur, mais que son cœur est froid, qu'il est mégalomane et capitaliste, et que son seul désir est de faire des profits rapides. Le rédacteur en chef d'IGN Patrick Kolan décrit Nook comme un équivalent de Al Swearengen, un proxénète dans les années 1800, en raison de son sens des affaires, ainsi que par son caractère inné à vouloir faire des profits. Il est également apparu dans le web comic PvP, dans lequel Tom Nook menace de détruire les maisons des joueurs s'ils ne lui donnent pas 500 000 clochettes.